# Riphath
Riphath est un patriarche biblique. Il est d'ascendance japhétique (par opposition aux Sémites et aux Hamites) puisqu'il est le fils de Gomère, petit-fils de Japhet et arrière-petit-fils de Noé. Ses frères (Gen. 10:3, 1 Chron. 1:6) sont Ashkenaz et Togarma.
Selon l'historien juif du Ier siècle Flavius Josèphe, Riphath est l'ancêtre des Paphlagoniens (Antiquités juives I,6).